# Distretto di Oberwart
Il distretto di Oberwart (in tedesco Bezirk Oberwart) è uno dei distretti dell'Austria situato nel Burgenland.

## Geografia antropica

### Città
- Oberwart
- Pinkafeld
- Stadtschlaining

### Paesi
- Bernstein
- Großpetersdorf
- Kohfidisch
- Litzelsdorf
- Mariasdorf
- Markt Allhau
- Markt Neuhodis
- Neustift an der Lafnitz
- Rechnitz
- Riedlingsdorf
- Rotenturm an der Pinka
- Wolfau

### Borghi
- Badersdorf
- Bad Tatzmannsdorf
- Deutsch Schützen-Eisenberg
- Grafenschachen
- Hannersdorf
- Jabing
- Kemeten
- Loipersdorf-Kitzladen
- Mischendorf
- Oberdorf im Burgenland
- Oberschützen
- Schachendorf
- Schandorf
- Unterkohlstätten
- Unterwart
- Weiden bei Rechnitz
- Wiesfleck